# Klövjning

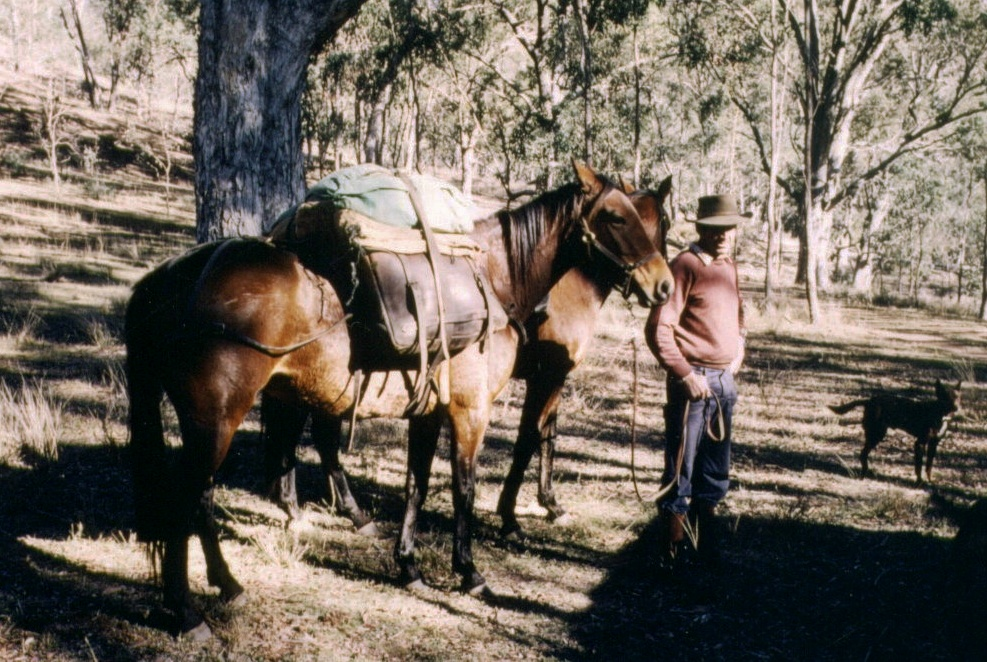
Klövjande hästar.

Klövjning (att  klövja) är transport med packdjur som bär last på ryggen. Ofta används särskilda klövsadlar eller packväskor som hänger på båda sidor om djuret för jämn fördelning av vikten. Klövjning används särskilt i oländig terräng, där hjultransporter är omöjliga. Exempel på husdjur som används till klövjning är hästar, åsnor, hundar, oxar, renar, alpackor och kameler. 